# Kardioida

Vznik srdcovky kotálením

Srdcovka a parabola navzájem zobrazené kruhovou inverzí

Kardioida (z řeckého καρδία – srdce) neboli srdcovka je algebraická rovinná křivka 4. stupně (kvartika). Patří mezi kotálnice (cykloidy) a lze ji sestrojit jako trasu pevně daného bodu kružnice, která se kotálí kolem kružnice o stejném poloměru. Zároveň patří mezi konchoidy a lze ji konstruovat tak, že se na kružnici zvolí bod a na všech sečnách procházejících tímto bodem se vezmou body vzdálené od druhého průsečíku právě o poloměr řečené kružnice. Také ji lze získat jako obraz paraboly při kruhové inverzi.
Pojmenoval ji v roce 1741 italský matematik Giovanni Salvemini.
Srdcovka je součástí obrazce ve fraktálu Mandelbrotovy množiny.

## Rovnice

Kardioida v kartézském souřadnicovém systému s vyznačenými konstrukčními kružnicemi

Kardioidu lze popsat následujícím parametrickým vyjádřením v kartézských souřadnicích (a je poloměr kružnic při kotálení, počátek je v středu nehybné kružnice):
{\displaystyle x=a(2\cos t-\cos 2t-1),\,}
{\displaystyle y=a(2\sin t-\sin 2t).\,}
V komplexní rovině tomu odpovídá parametrizace
{\displaystyle z=a(2e^{it}-e^{2it}).\,}
Příslušná obecná rovnice v kartézských souřadnicích je
{\displaystyle (x^{2}+y^{2}-a^{2})^{2}-4a^{2}((x-a)^{2}+y^{2})=0,}
respektive v komplexní rovině
{\displaystyle (z{\bar {z}}-a^{2})^{2}-4a^{2}(z-a)({\bar {z}}-a)=0}.
Další možností je zápis v polárních souřadnicích:
{\displaystyle r=2a(1-\cos \theta ).}

## Míry
Délka srdcovky je rovna
{\displaystyle l=16a}
a obsah její vnitřní oblasti
{\displaystyle S=6\pi a^{2}}.